# Carvalhais (Mirandela)
Carvalhais es una freguesia portuguesa del municipio de Mirandela, con 24,78 km² de superficie y 1350 habitantes (2001). Su densidad de población es de 54,5 hab/km².